# Archipiélago Guayaneco
Archipiélago Guayaneco är öar i Chile.   De ligger i regionen Región de Aisén, i den södra delen av landet, 1 600 km söder om huvudstaden Santiago de Chile.
Trakten runt Archipiélago Guayaneco är nära nog obefolkad, med mindre än två invånare per kvadratkilometer.